# Between the Times and the Tides
Between the Times and the Tides è il nono album in studio del musicista statunitense Lee Ranaldo, pubblicato nel 2012.

## Tracce
Testi e musiche di Lee Ranaldo.
1. Waiting on a Dream – 6:14
2. Off the Wall – 3:04
3. Xtina as I Knew Her – 7:04
4. Angles – 3:17
5. Hammer Blows – 4:04
6. Fire Island (Phases) – 6:07
7. Lost (Planet Nice) – 3:59
8. Shouts – 4:54
9. Stranded – 4:20
10. Tomorrow Never Comes – 4:30

iTunes Tracce bonus
1. Stranded (demo version) – 4:33
2. Shouts (demo version) – 4:50
3. Waiting on a Dream (demo version) – 6:26

## Formazione
- Lee Ranaldo – voce, chitarra
- Alan Licht – chitarra, marimba
- Nels Cline – chitarra, lap steel guitar
- Irwin Menken – basso
- Steve Shelley – batteria
- John Medeski – piano, organo
- Kathy Leisen – cori (1, 2, 4, 8)
- Bob Bert – congas (5, 8)
- Leah Singer – cori (8)